# Château de Vajdahunyad
Le château de Vajdahunyad (en hongrois : Vajdahunyad vára) ou Historial architectural (Történelmi Épületcsoport) est un ensemble architectural original situé au bord de l'étang de Városliget, dans le 14e arrondissement de Budapest. 
Construit par Ignác Alpár, ce monument s'inscrit dans une série de grands travaux célébrant les mille ans d'installation des Magyars dans la plaine des Carpates en 896. L'ensemble est constitué d'une série de pavillons construits dans les différents styles architecturaux ayant marqué la Hongrie depuis sa création. Le nom du monument est un clin d'œil à sa silhouette inspirée du château de Hunedoara (Vajdahunyad en hongrois), situé en Transylvanie.
Ce site est desservi par la station Hősök tere :  .

## Galerie

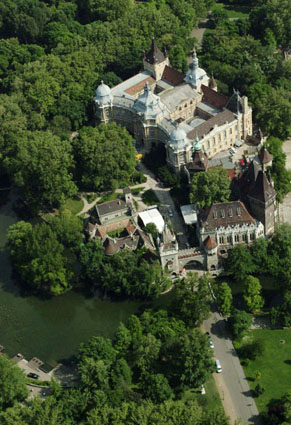
Photographie aérienne du château.
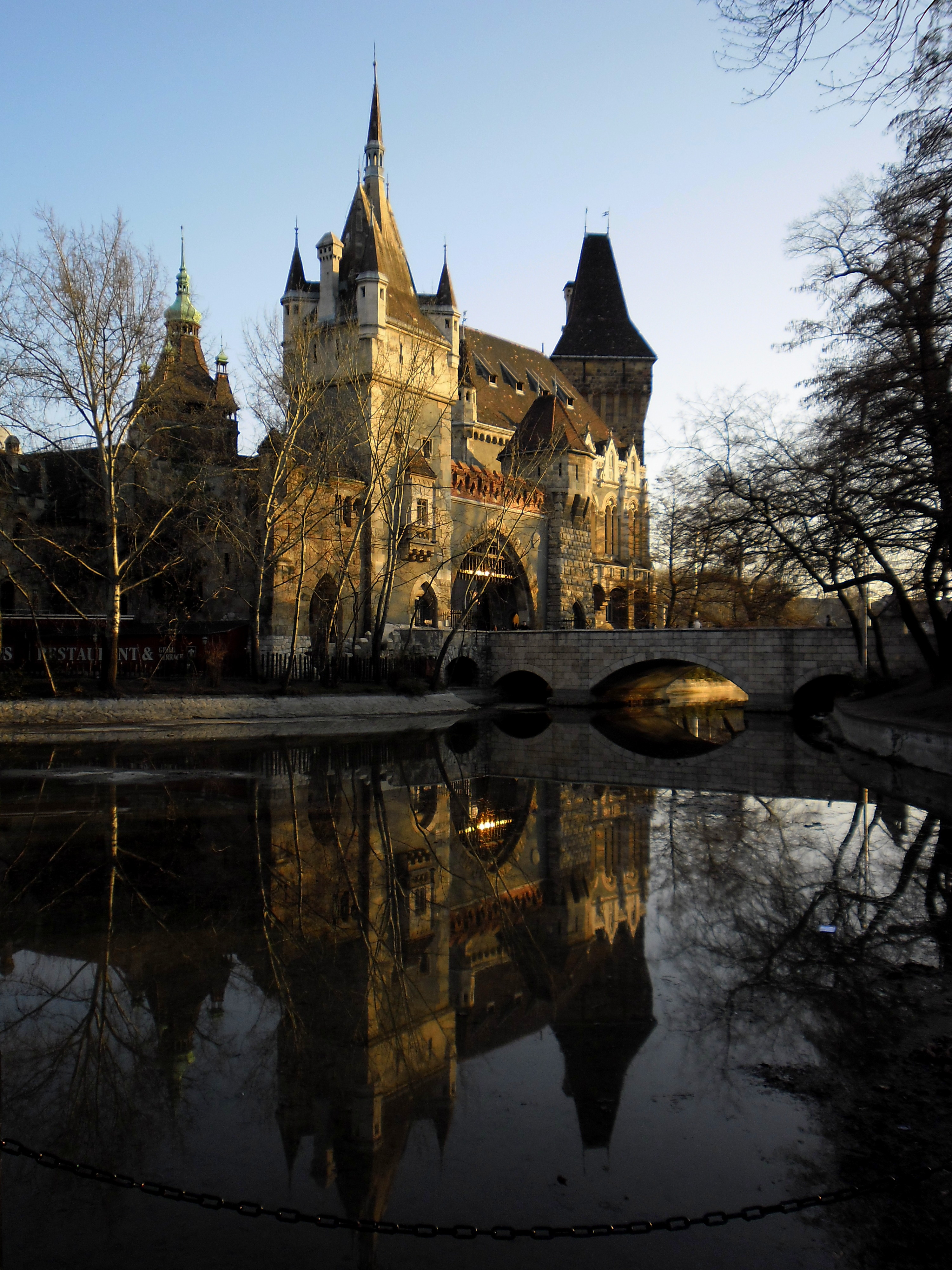
L'entrée du château.
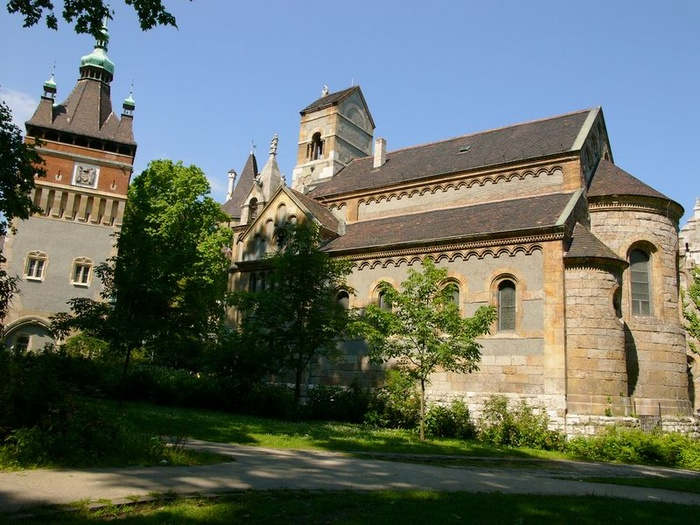
Église de Ják à l'intérieur du château.
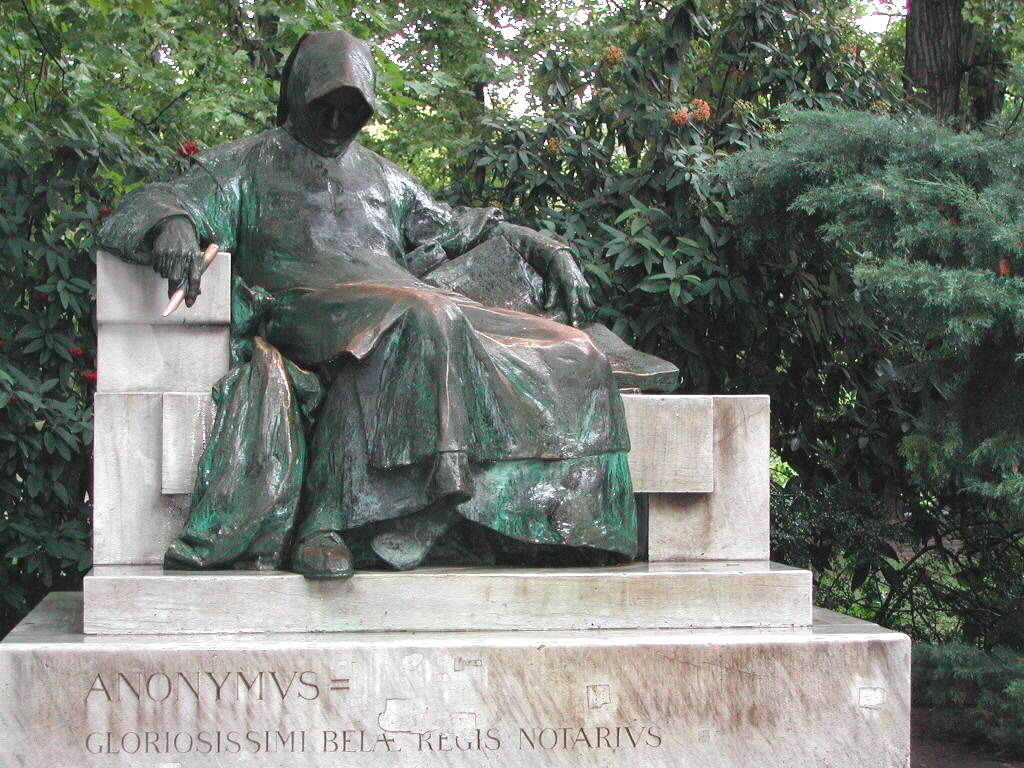
La statue d'Anonymus.
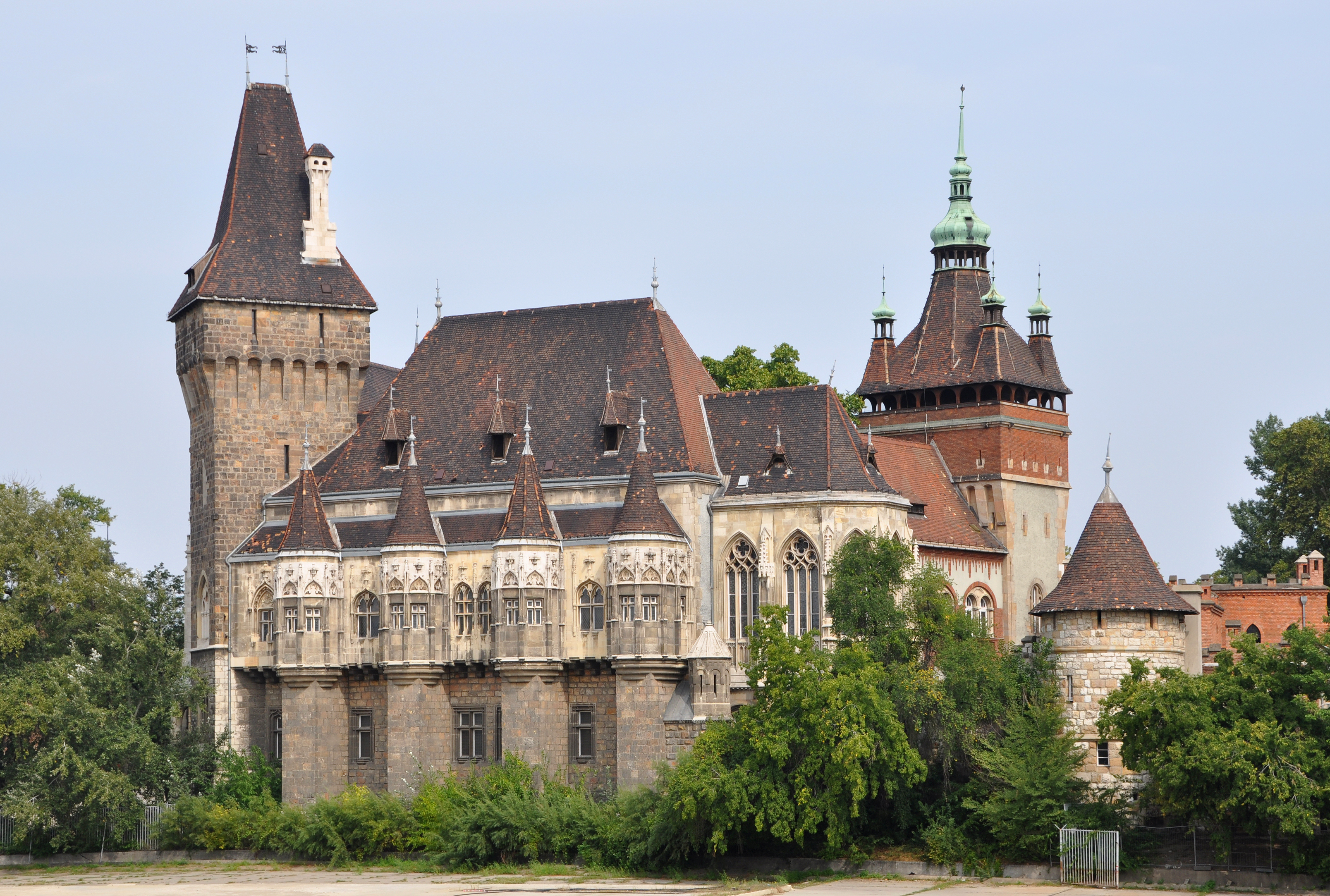
La partie gothique du château.